# Esther Mayambala Kisaakye
Esther Mayambala Kisaakye là một nữ thẩm phán người Uganda. Bà ấy là một Thẩm phán của Tòa án tối cao Uganda. Bà được bổ nhiệm vào vị trí đó vào tháng 7 năm 2009.

## Giáo dục
Bà có bằng Cử nhân Luật, từ Đại học Makerere, ở thủ đô Kampala, thủ đô và là thành phố lớn nhất của Uganda. Bà cũng có bằng tốt nghiệp về thực hành pháp lý từ Trung tâm phát triển luật, cũng ở Kampala. Esther Kisakye có bằng Thạc sĩ Luật tại Trung tâm Luật Đại học Georgetown, ở Washington, DC, Hoa Kỳ. Bằng Tiến sĩ Khoa học Juridical (SJD) của cô, được lấy từ Đại học Hoa Kỳ, cũng tại Washington, DC, Hoa Kỳ, với sự giúp đỡ của một học bổng quốc tế từ Hiệp hội Phụ nữ Đại học Hoa Kỳ và nhận học bổng từ Quỹ tưởng niệm Margaret McNamara.

## Nghề nghiệp
Trước khi được bổ nhiệm vào tòa án tối cao, bà là giảng viên của Khoa Luật tại Đại học Makerere, trường đại học công lập lớn nhất và lâu đời nhất ở Uganda. Bên cạnh việc giảng dạy tại Makerere, bà còn là phó chủ tịch của Hiệp hội Luật sư Phụ nữ ở Uganda, nơi điều hành một phòng khám trợ giúp pháp lý. Năm 1993, bà được Chương trình Lãnh đạo & Vận động Phụ nữ ở Châu Phi chọn làm Thạc sĩ Nghệ thuật về Quyền Phụ nữ tại Trung tâm Luật Đại học Georgetown. Tạp chí Đông Phi về Hòa bình & Nhân quyền đã xuất bản luận án của mình, "Thay đổi các điều khoản của cuộc tranh luận để giải quyết câu hỏi về chế độ đa thê ở châu Phi."
Bà từng là thành viên hội đồng của Ủy ban AIDS AIDS và là đồng sáng lập của Liên minh tố tụng chiến lược. Vào tháng 4 năm 2013, bà được bổ nhiệm làm chủ tịch Ủy ban Tư pháp Đông Phi. Vào tháng 9 năm 2013, Esther Kisaakye đã được bầu làm chủ tịch mới của Hiệp hội Thẩm phán Phụ nữ Quốc gia ở Uganda.